# Лихонин, Пётр Степанович
Пётр Степанович Лихонин (?—1826) — русский переводчик, писатель; член Императорского Вольного экономического общества.

## Биография и публикации
Происходил из дворянской семьи. Образование получил в университетской гимназии. Воспитанник Дружеского учёного общества и И. Е. Шварца.
В 1787—1788 годах состоял на службе в чине коллежского асессора; в 1812 году чиновник 7 класса (надворный советник), служил в Комитете для окончания нерешенных дел комиссариатского департамента Военного министерства. Приобрёл в Рязанской губернии имение Глебково (Натальино). В 1814 году — военный советник, продолжая служить «у разных поручений» в том же комиссариатском департаменте. Первоначально сторонник О. А. Поздеева, затем — Н. И. Новикова, присутствовал на его похоронах.
Переводил оригинальные сочинения для издававшегося Н. И. Новиковым журнала «Утренний свет»; также делал переводы для «Московских ведомостей». Масон, член-основатель московской ложи «Нептуна», с 1806 года — её ритор. Посещал также ряд лож в Петербурге.
Из известных его сочинений:
- «Описание конского падежа, бывшего в прошлом 1789 году в Вологодском наместничестве в Грязовицком округе, и средств, от коих падеж оный пресекся» // «Труды вольно-экономического общества». — Ч. 4. — С. 272—292.
- «Испытанное средство от угрызения бешеных разного рода животных» // «Труды вольно-экономического общества». — Ч. 45. — С. 131—137.